# Franco Faccio

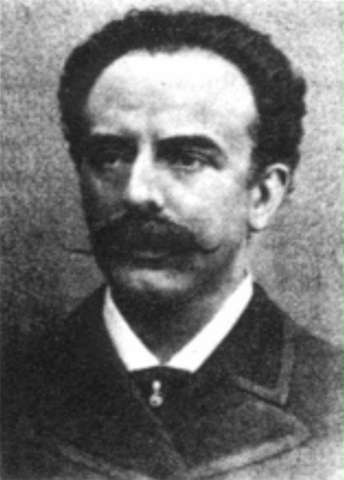
Franco Faccio

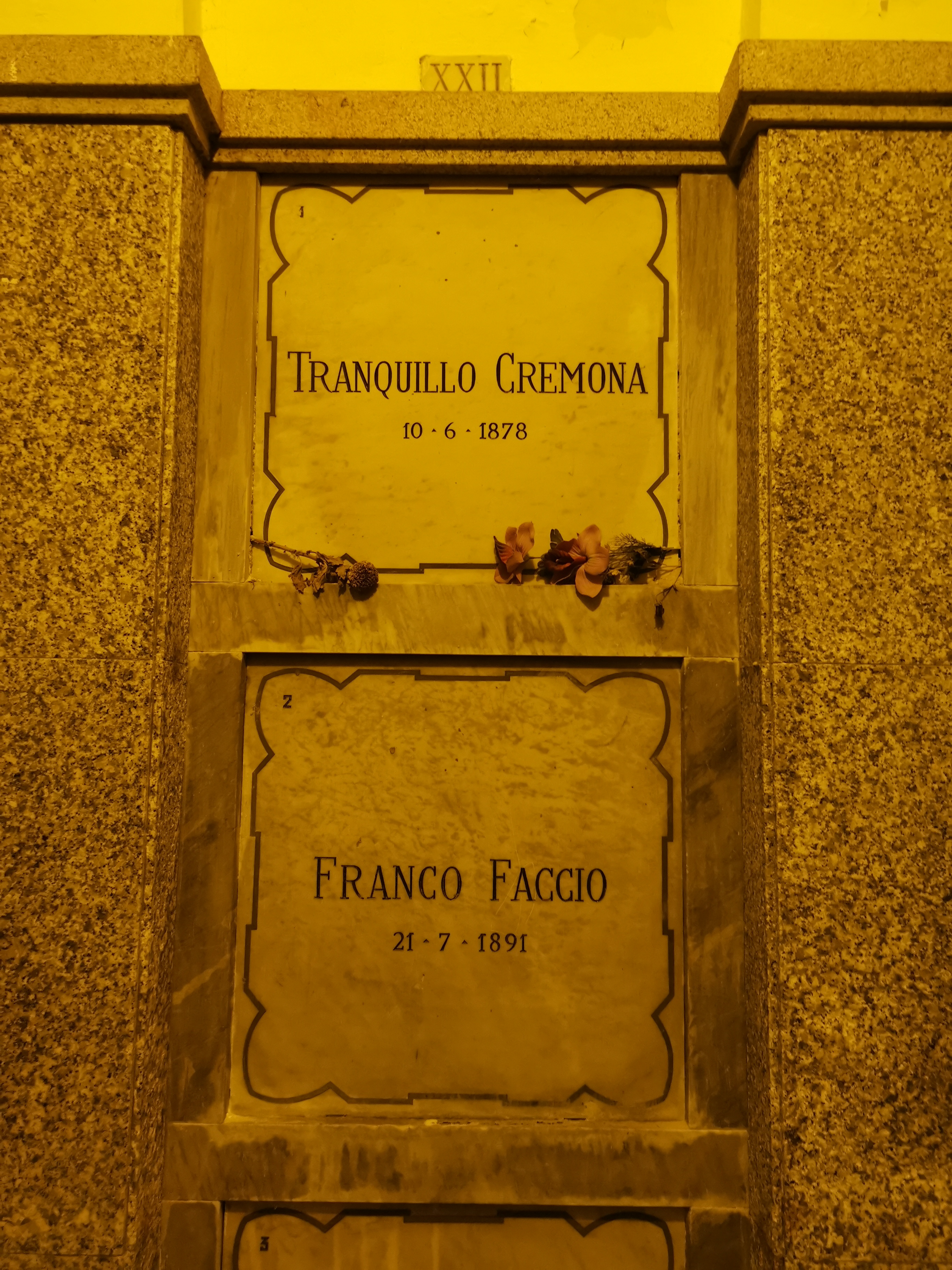
Grab im Cimitero Monumentale Mailand

Franco Faccio (* 8. März 1840 in Verona; † 21. Juli 1891 in Monza) war ein italienischer Komponist und Dirigent.

## Leben
Faccio studierte ab 1855 am Mailänder Konservatorium bei Stefano Ronchetti-Monteviti. Anschließend ging er mit seinem Freund Arrigo Boito für weiterführende Studien nach Paris. Hier wirkte er als Komponist und Dirigent und machte Bekanntschaft mit den musikalischen Größen seiner Zeit: Giuseppe Verdi, Charles Gounod und Hector Berlioz.
1866 kämpfte er gemeinsam mit Boito bei den Truppen Garibaldis.
Nach einem kurzen Zwischenspiel als Dirigent in Skandinavien und Deutschland kehrte er 1868 in seine Heimat zurück und wirkte am Mailänder Konservatorium. Ab 1871 war er zunächst Dirigent und später Musikdirektor an der Mailänder Scala und dirigierte dort unter anderem die italienische Erstaufführung von Verdis Aida (1872) und die Uraufführung des Otello (1887). Auf ausdrücklichen Wunsch Verdis wurde die Rolle der Desdemona von Romilda Pantaleoni (1847–1917) übernommen, Faccios langjähriger Lebensgefährtin.
Faccio starb mit 51 Jahren in Monza an den Folgen von Syphilis, nachdem er die letzten beiden Jahre seines Lebens in einer Nervenklinik verbracht hatte. Sein Leichnam wurde anschließend nach Mailand überführt.

## Werk
Franco Faccio war vor allem als Dirigent bekannt, im Besonderen für seine Verdi-Interpretationen. Als Komponist war ihm weniger Erfolg beschieden, seine beiden Opern I profughi fiamminghi (Libretto von Emilio Praga; Uraufführung 1863 in Mailand) und Amleto (Libretto von Arrigo Boito nach Shakespeares Hamlet; Uruafführung 1865 in Genua) fielen nach anfänglich freundlicher Aufnahme in Genua schnell in Vergessenheit. Die Aufführung von Amleto 1871 an der Mailänder Scala wurde durch einen kranken Tenor in der Titelrolle zu einem Fiasko.
Erst 2002 wurde die Oper Amleto vom Dirigenten Anthony Barrese wiederentdeckt. Barrese stellte aus dem Autograph eine Notenausgabe her und leitete selbst 2014 die erste neuere Wiederaufführung des Werks an der Opera Southwest in Albuquerque. 2016 wurde Amleto auch in neuen Inszenierungen an der Opera Delaware in Wilmington (wiederum unter Barreses Leitung) und bei den Bregenzer Festspielen (unter Paolo Carignani) aufgeführt.
Außerdem schuf Faccio unter anderem drei Sinfonien und Kammermusik.